# Scleria tepuiensis
Scleria tepuiensis är en halvgräsart som beskrevs av Earl Lemley Core. Scleria tepuiensis ingår i släktet Scleria och familjen halvgräs. Inga underarter finns listade i Catalogue of Life.